# Avanti Racing Team/Saison 2015
Dieser Artikel listet Erfolge und Fahrer des Radsportteams Avanti Racing Team in der Saison 2015 auf.

## Erfolge in der UCI Asia Tour
In der Saison 2015 gelangen dem Team nachstehende Erfolge in der UCI Asia Tour.
| Datum       | Rennen                          | Kat. | Sieger             |
| ----------- | ------------------------------- | ---- | ------------------ |
| 23. März    | 2. Etappe Tour de Taiwan        | 2.1  | Patrick Bevin      |
| 28. Mai     | Prolog Tour de Kumano           | 2.2  | Neil van der Ploeg |
| 29. Mai     | 1. Etappe Tour de Kumano        | 2.2  | Neil van der Ploeg |
| 10. Juni    | 4. Etappe Tour de Korea         | 2.1  | Patrick Bevin      |
| 3. Oktober  | 2. Etappe Tour of China I (EZF) | 2.1  | Neil van der Ploeg |
| 8. November | Tour de Okinawa                 | 1.2  | Jason Christie     |

## Erfolge in der UCI Oceania Tour
In der Saison 2015 gelangen dem Team nachstehende Erfolge in der UCI Oceania Tour.
| Datum                 | Rennen                                        | Kat. | Sieger         |
| --------------------- | --------------------------------------------- | ---- | -------------- |
| 10. Januar            | Neuseeländische Meisterschaft – Straßenrennen | CN   | Joseph Cooper  |
| 28. Januar            | Prolog New Zealand Cycle Classic              | 2.2  | Joseph Cooper  |
| 29. Januar            | 1. Etappe New Zealand Cycle Classic           | 2.2  | Jason Christie |
| 28. Januar–1. Februar | Gesamtwertung New Zealand Cycle Classic       | 2.2  | Taylor Gunman  |
| 8. Februar            | 4. Etappe Herald Sun Tour                     | 2.1  | Patrick Bevin  |
| 28. Februar           | The REV Classic                               | 1.2  | Patrick Bevin  |

## Abgänge – Zugänge
| Zugänge           | Team 2014                   | Abgänge            | Team 2015                       |
| ----------------- | --------------------------- | ------------------ | ------------------------------- |
| Jason Christie    | CCN Cycling Team            | Campbell Flakemore | BMC Racing Team                 |
| Cameron Karwowski | Veranclassic-Doltcini       | Brenton Jones      | Drapac Professional Cycling     |
| Patrick Bevin     | Health.com.au-Search2retain | Thomas Robinson    | Charter Mason Giant Racing Team |
| Patrick Shaw      | Satalyst Giant Racing Team  | Jack Beckinsale    | US Fracor                       |
| Tom Davison       | Neoprofi                    | Sam Davis          | Unbekannt                       |
| Fraser Gough      | Neoprofi                    | Matthew Clark      | Unbekannt                       |
| Regan Gough       | Neoprofi                    | Aaron Donnelly     | Unbekannt                       |
| Luke Mudgway      | Neoprofi                    | Luke Fetch         | Unbekannt                       |

## Mannschaft
| Name                  | Geburtstag         | Nationalität |
| --------------------- | ------------------ | ------------ |
| Jack Beckinsale       | 27. Mai 1993       | Australien   |
| Patrick Bevin         | 15. Februar 1991   | Neuseeland   |
| Matthew Clark         | 31. Juli 1991      | Australien   |
| Joseph Cooper         | 27. Dezember 1985  | Neuseeland   |
| Thomas Davison        | 5. Januar 1990     | Neuseeland   |
| Aaron Donnelly        | 27. Februar 1991   | Australien   |
| Benjamin Dyball       | 20. April 1989     | Australien   |
| Anthony Giacoppo      | 13. Mai 1986       | Australien   |
| Fraser Gough          | 9. Februar 1993    | Neuseeland   |
| Regan Gough           | 6. Oktober 1996    | Neuseeland   |
| Taylor Gunman         | 14. März 1991      | Neuseeland   |
| Cameron Karwowski     | 3. April 1991      | Neuseeland   |
| Scott Law             | 9. März 1991       | Australien   |
| Mitchell Lovelock-Fay | 12. Januar 1992    | Australien   |
| Luke Mudgway          | 12. Juni 1996      | Neuseeland   |
| Mark O’Brien          | 16. September 1987 | Australien   |
| Patrick Shaw          | 19. Februar 1986   | Australien   |
| Neil Van der Ploeg    | 23. September 1987 | Australien   |